# Sagenidiopsis subconfluentica
Sagenidiopsis subconfluentica är en svampart som beskrevs av Elix. Sagenidiopsis subconfluentica ingår i släktet Sagenidiopsis och familjen Arthoniaceae.   Inga underarter finns listade i Catalogue of Life.